# بيت القملي (الشعر)

تعديل مصدري - تعديل

بيت القملي هي إحدى قرى عزلة الأ ملؤك بمديرية الشعر التابعة لمحافظة إب، بلغ تعداد سكانها 170 نسمة حسب تعداد اليمن لعام 2004.